# Xã Scott, Quận Taney, Missouri
Xã Scott (tiếng Anh: Scott Township) là một xã thuộc quận Taney, tiểu bang Missouri, Hoa Kỳ. Năm 2010, dân số của xã này là 6.500 người.